# Страховий номер індивідуального особового рахунку (Росія)

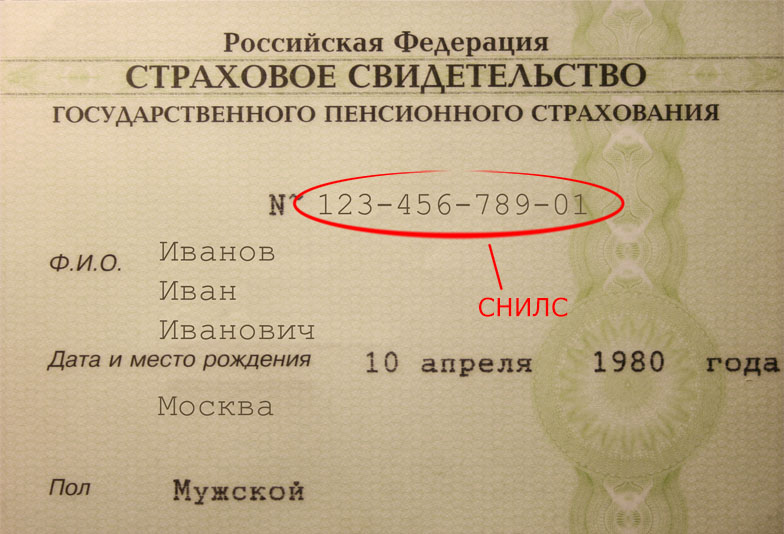
Страхове свідоцтво державного пенсійного страхування

Страховий номер індивідуального особового рахунку, СНІОР (рос. СНИЛС) — унікальний номер індивідуального особового рахунку застрахованої особи в системі обов'язкового пенсійного страхування Росії. Він вказується в повідомленні про реєстрацію в системі індивідуального (персоніфікованого) обліку (форма АДИ-РЕГ) (з квітня 2019 року ), в страховому свідоцтві обов'язкового пенсійного страхування (ССОПС) (видавалися в період 2003-2019 років - див. Постанову правління ПФР від 31 липня 2006 № 192п  і Федеральний закон від 01.04.2019 № 48-ФЗ  ) або в страховому свідоцтві державного пенсійного страхування (ССДПС) (видавалися в період 1996-2002 років) - документі, виданому застрахованій особі, що підтверджує його реєстрацію в системі державного пенсійного страхування Російської Федерації.
ССОПС / ССДПС надавалося його власнику у вигляді зеленої ламінованої картки (в деяких регіонах свідоцтва виготовлялися у вигляді пластикової картки стандартного розміру). З квітня 2019 року зелені картки скасовані . Замість них видаються повідомлення про реєстрацію в системі індивідуального (персоніфікованого) обліку на паперовому носії та в електронній формі.
СНІОС необхідний для упорядкування індивідуальних відомостей про працівника і про суми, які перераховує роботодавець на індивідуальний пенсійний рахунок працівника в рахунок майбутньої пенсії. СНІОС також використовується для ідентифікації і аутентифікації відомостей про фізичну особу при наданні державних і муніципальних послуг та виконанні державних і муніципальних функцій , в тому числі на порталі державних послуг , а раніше також в обов'язковому порядку вказувався на зворотному боці універсальної електронної карти . З 1 січня 2018 року СНІОС вказується для однозначної ідентифікації засновників - фізичних осіб у виписках з реєстру зареєстрованих засобів масової інформації (які відтепер видаються замість скасованих свідоцтв про реєстрацію), так як СНІОС не змінюється протягом життя, на відміну від адреси проживання або номера паспорта.
СНІОС є унікальним і належить тільки одній людині. На індивідуальний особовий рахунок заносяться всі дані про нараховані та сплачені роботодавцем страхові внески протягом усієї трудової діяльності громадянина, які згодом враховуються при призначенні або перерахунку пенсії. Присвоєння страхового номера носить технологічний характер і здійснюється з метою спрощення порядку і прискорення процедури призначення трудових пенсій застрахованим особам.
СНІОС є у всіх працюючих громадян - більшість росіян (за винятком військовослужбовців) отримують його на першому місці роботи, проте, можливе і його самостійне оформлення на себе або на свого неповнолітнього дитини.
Формат СНІОС: «ХХХ-ХХХ-ХХХ YY», де X, Y - цифри, причому перші дев'ять цифр 'X' - це будь-які цифри, а останні дві 'Y' фактично є контрольною сумою, що обчислюється за особливим алгоритмом  з послідовності перших 9 цифр.

## СНІОС для тимчасово перебуваючих іноземців
З січня 2012 року з'явилася нова категорія осіб, які підлягають пенсійному страхуванню, - тимчасово перебуваючі іноземці, які працюють за безстроковим трудовим договором або за строковим, укладеним на строк не менше шести місяців (безперервний термін). На дану категорію громадян подаються документи для анкетування до Пенсійного фонду РФ і сплачуються страхові внески.
Для того, щоб відзвітувати по персоніфікованому обліку, компанія-страхувальник повинна отримати СНІОС для таких співробітників. Однак громадяни багатьох країн можуть перебувати в РФ без візи тільки три місяці протягом півроку, що унеможливлює укладання трудового договору на термін більше трьох місяців.